# Чайко, Юрий Николаевич
Юрий Николаевич Чайко (29 октября 1923, Минск, Белорусская ССР — 11 августа 2007, Москва, Россия) — советский футболист, полузащитник, тренер. Мастер спорта СССР (1949).

## Биография
Воспитанник спортсекции при куйбышевском стадионе «Локомотив», начинал играть городских первенствах за «Локомотив».
В начале Великой Отечественной войны получил тяжёлое ранение и был комиссован.
В 1945 году сыграл семь матчей за московский «Локомотив», забил один гол. Следующие девять лет провёл в московском «Торпедо», в 130 матчах чемпионата забил 13 голов. Бронзовый призёр 1953 года. Двукратный обладатель Кубка СССР (1949, 1952); финалист Кубка 1947, но в финале не играл. В 1955—1957 годах — в составе «Торпедо» Владимир.
В 1953 году окончил школу тренеров при ГЦОЛИФК. Старший тренер «Зари» Пенза (октябрь 1960 — август 1962). Главный тренер по футболу ЦС ДСО «Трудовые Резервы» (1963—1985).
Окончил внешнеэкономический факультет Московского института народного хозяйства.
Награждён Орденом Отечественной войны 2-й степени (1985).
Супруга — Татьяна Ивановна Чайко (1 июля 1923 — 1 июля 2006).
Скончался в 2007 году. Урна с прахом захоронена в колумбарии Донского кладбища.